# Glons
Glons (nld. Glaaien, wa. Glon) – dzielnica (section) gminy Bassenge w Belgii, w Regionie Walońskim, w prowincji Liège, w okręgu Liège. 1 stycznia 2020 roku liczyła 2561 mieszkańców. Do 31 grudnia 1976 r. samodzielna gmina. Leży nad rzeką Jeker.

## Demografia
Liczba mieszkańców, stan na 1 stycznia:
| Rok                | 1930 | 1947 | 1961 | 2020 |
| ------------------ | ---- | ---- | ---- | ---- |
| Liczba mieszkańców | 2013 | 1873 | 2089 | 2561 |